# Giovanni II dei Bonacolsi

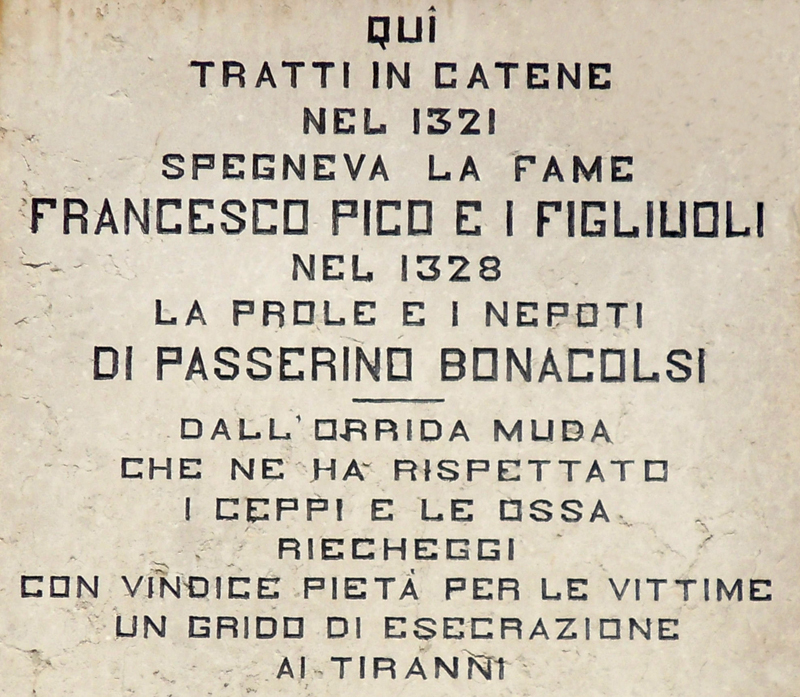
Castel d'Ario, lapide commemorativa posta sul castello.

Giovanni II dei Bonacolsi (Mantova, 1300 – Castel d'Ario, dopo 1328) è stato un religioso italiano.

## Biografia
Giovanni Bonacolsi era il figlio naturale di Rinaldo Bonacolsi detto Passerino, ultimo signore di Mantova della famiglia e nacque nel 1300. Fu abate di Sant'Andrea a Mantova nel 1313 e fu imprigionato il 16 agosto 1328 dai Gonzaga, che lo consegnarono a Niccolò Pico dopo il colpo di stato del 16 agosto 1328, con cui rovesciarono la signoria bonacolsiana. Nel castello di Castellaro fu lasciato morire di stenti insieme ad altri membri della famiglia, tra cui il fratello Francesco. Una lapide sulla porta del castello ricorda questa vicenda.